# Hugo Capet
Hugo Capet (fransk: Hugues Capet) (940 eller 941–24. oktober 996) var konge af Det Vestfrankiske Rige, en forgænger for nutidens Frankrig, fra 987 til 996.
Hugo Capet var søn af Hugo den Store, ved hvis død i 956 han arvede hertugdømmet Île-de-France. Hugo Capet havde stor indflydelse hos de frankiske konger Lothar, der overlod ham Hertugdømmet Burgund, og Ludvig 5., ved hvis død i 987 Hugo selv blev konge af Frankrig. Han måtte i begyndelsen kæmpe mod en modkonge opstillet af karolingernes parti, Karl af Lothringen, som dog i 991 blev taget til fange af Hugo Capet. Hans magt uden for sit eget ejendomsområde var dog begrænset.
Hugo Capet var grundlægger af Huset Capets uafbrudte kongerække, der regerede Frankrig frem til Den Franske Revolution, og igen fra 1814 til 1848.

## Eksterne links
- Wikimedia Commons har flere filer relateret til Hugo Capet